# Raïon de Kholmsk
Le raïon de Kholmsk (russe : Холмский райо́н) est l'une des dix-sept subdivisions administratives (raïons) de l'oblast de Sakhaline, à l'est de la Russie. En tant que division municipale, il est intégré à l'okroug urbain de Kholmsk. Il est situé au sud-ouest de l'oblast. Sa superficie est de 2 279 km2. Son centre administratif est la ville de Kholmsk. La population du raïon (en excluant le centre administratif) était de 10 988 (2010); 14 672 (2002) 20 498 (1989).